# Sérvia nos Jogos Olímpicos de Verão de 2016
Sérvia participou dos Jogos Olímpicos de Verão de 2016, que foram realizados na cidade do Rio de Janeiro, no Brasil, entre os dias 5 e 21 de agosto de 2016.

## Natação
| Atleta      | Prova        | Eliminatórias | Eliminatórias | Semifinal | Semifinal | Final       | Final       |
| Atleta      | Prova        | Tempo         | Pos.          | Tempo     | Pos.      | Tempo       | Pos.        |
| ----------- | ------------ | ------------- | ------------- | --------- | --------- | ----------- | ----------- |
| Anja Crevar | 400 m medley | 4:43,19       | 20º           | —         | —         | Não avançou | Não avançou |

| Atleta              | Prova       | Eliminatórias | Eliminatórias | Semifinal   | Semifinal   | Final       | Final       |
| Atleta              | Prova       | Tempo         | Pos.          | Tempo       | Pos.        | Tempo       | Pos.        |
| ------------------- | ----------- | ------------- | ------------- | ----------- | ----------- | ----------- | ----------- |
| Velimir Stjepanovic | 400 m livre | 3:46,78       | 14º           | —           | —           | Não avançou | Não avançou |
| Čaba Silađi         | 100m peito  | 1:00,76       | 26º           | Não avançou | Não avançou | Não avançou | Não avançou |